# Elmisaurus
Elmisaurus rarus
Genre
Genre
Elmisaurus est un genre éteint de dinosaures à plumes de la famille des Caenagnathidae. Il a vécu en Mongolie, à la fin du Crétacé supérieur. Le genre est encore mal connu car ses restes fossiles sont peu nombreux et fragmentaires.
La seule espèce finalement rattachée au genre est Elmisaurus rarus, décrite par la paléontologue polonaise Osmólska en 1981. Deux  spécimens très incomplets de cette espèce ont été découverts en 1970 par une expédition paléontologique polono-mongole dans la province mongole d'Ömnögovi.

## Étymologie
Le nom générique est dérivé du mongol elmyi ou ölmyi, « plante du pied », parce que le spécimen type se limitait à un métatarse. Le nom spécifique signifie « rare » en latin.

## Datation
Les restes fossiles de Elmisaurus rarus ont été découverts dans la formation de Nemegt, une formation géologique du bassin de Nemegt situé dans la partie nord-ouest du désert de Gobi, dans le sud de la Mongolie. La formation de Nemegt est datée de la fin du Crétacé supérieur, du Maastrichtien inférieur, soit il y a environ entre 71 et 69 Ma (millions d'années).

## Description

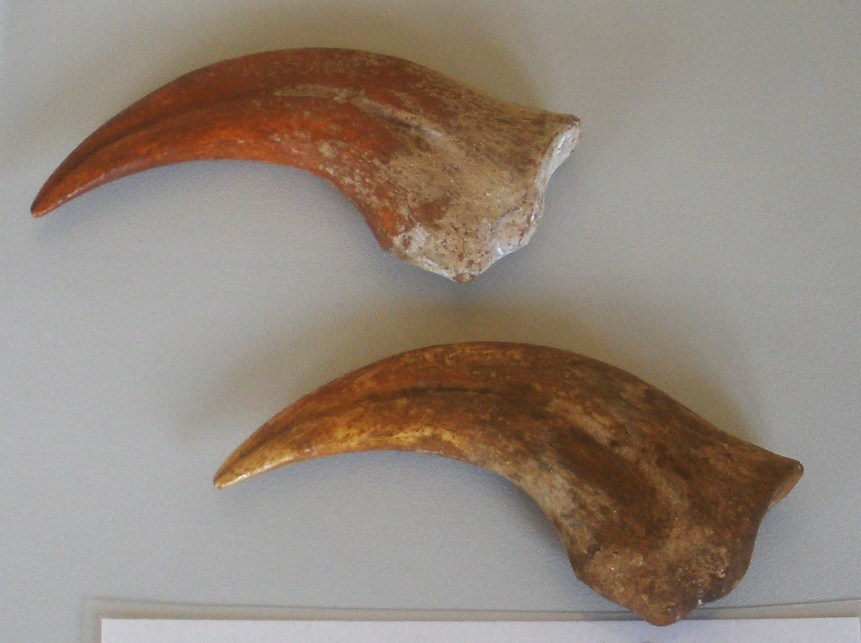
Griffes attribuées à Elmisaurus.

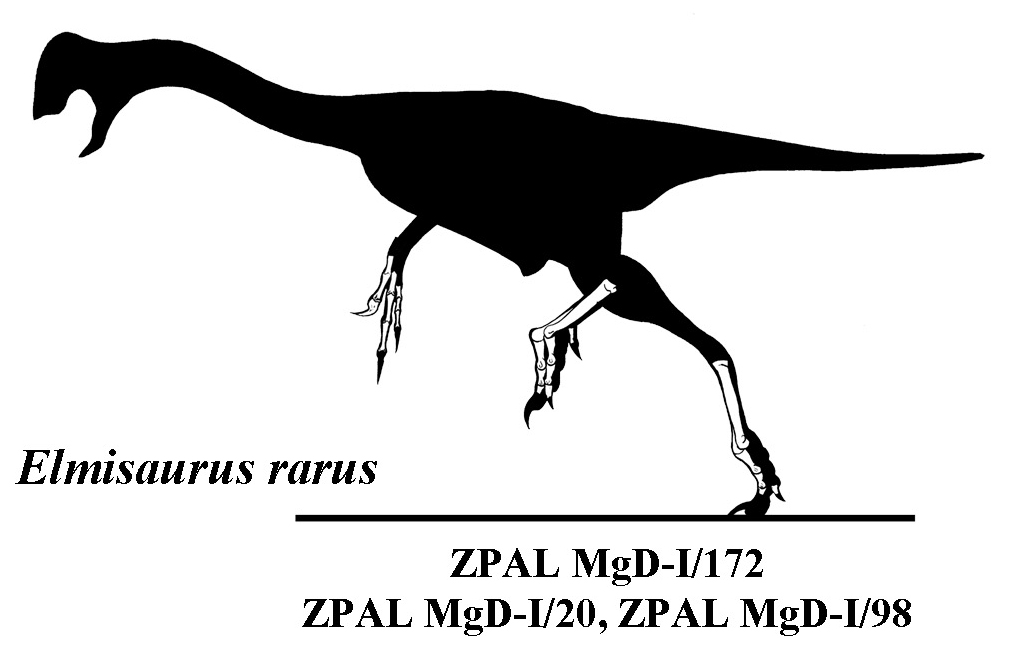
Morphologie reconstituée de Elmisaurus rarus avec, en blanc, les os retrouvés.

### Elmisaurus rarus
L'holotype est ZPAL MgD-I/172, un métatarse gauche fusionné avec le tarse. Il y a deux paratypes : ZPAL MgD-I/98, constitué d'une main droite et d'un pied, et ZPAL MgD-I/20, la partie supérieure du métatarse gauche d'un individu de plus grande taille.
Elmisaurus avait un squelette assez léger et mesurait environ deux à trois mètres de long. Il se nourrissait de petits mammifères et d'insectes.
En 2001, Bruce Rothschild et d'autres paléontologues ont examiné vingt-trois os du pied attribués à Elmisaurus pour y chercher des indices de fracture de fatigue, mais ils n'en ont pas trouvé.

### «Elmisaurus elegans»
Une seconde espèce, « Elmisaurus elegans », a été nommée par Philip J. Currie en 1989. C'est une forme nord-américaine décrite à l'origine comme une espèce d'Ornithomimus par William Arthur Parks en 1933, à partir du spécimen ROM 781, un pied. Pour définir l' Elmisaurus elegans, Currie s'est également servi du matériau de l'espèce américaine Caenagnathus sternbergi, identifiée à partir d'un fragment de mâchoire. En raison de leur mauvaise conservation et de la distance géographique avec l'espèce type, la classification des formes américaines est controversée. En 1997, Hans-Dieter Sues, paléontologue au National Museum of Natural History de la Smithsonian Institution, a considéré que cette seconde espèce supposée d'Elmisaurus devait plutôt être attribuée au genre Chirostenotes et l'a donc rebaptisée Chirostenotes elegans, bien que cette proposition n'ait pas été acceptée par Currie. D'autres chercheurs, y compris Maryanska, Osmólska et leurs collègues, ont suivi Sues dans sa ré-attribution d'Elmisaurus elegans au genre Chirostenotes.
Cependant en 2013, Longrich et al. ont renommé ce fossile sous le nom de  Leptorhynchos elegans,. Cette attribution a été confirmée en 2016 dans une publication de Funston, Currie et Burns, à la suite de la découverte d'os de pattes de L. elegans dans la formation de Dinosaur Park de l'Alberta (Canada).

## Classification
Dans leur étude phylogénique de 2016, G. Funston et P. J. Currie placent Elmisaurus rarus dans la sous-famille des Elmisaurinae nouvellement créée, en compagnie de Caenagnathasia martinsoni, Chirostenotes pergracilis, Apatoraptor pennatus et Leptorhynchos elegans. Il est placé en groupe frère de l'espèce Apatoraptor pennatus.